# Ruta Estatal de Alabama 66
La Ruta Estatal de Alabama 66, y abreviada SR 66 (en inglés: Alabama State Route 66) es una carretera estatal estadounidense ubicada en el estado de Alabama. La carretera inicia en el Oeste desde la AL 28  en el condado de Marengo en sentido Este hasta finalizar en la AL 5     en Safford. La carretera tiene una longitud de 14,95 km (9.29 mi).

## Mantenimiento
Al igual que las autopistas interestatales, y las rutas federales y el resto de carreteras estatales, la Ruta Estatal de Alabama 66 es administrada y mantenida por el Departamento de Transporte de Alabama por sus siglas en inglés ALDOT.